# Marie-Elisabeth Lüders

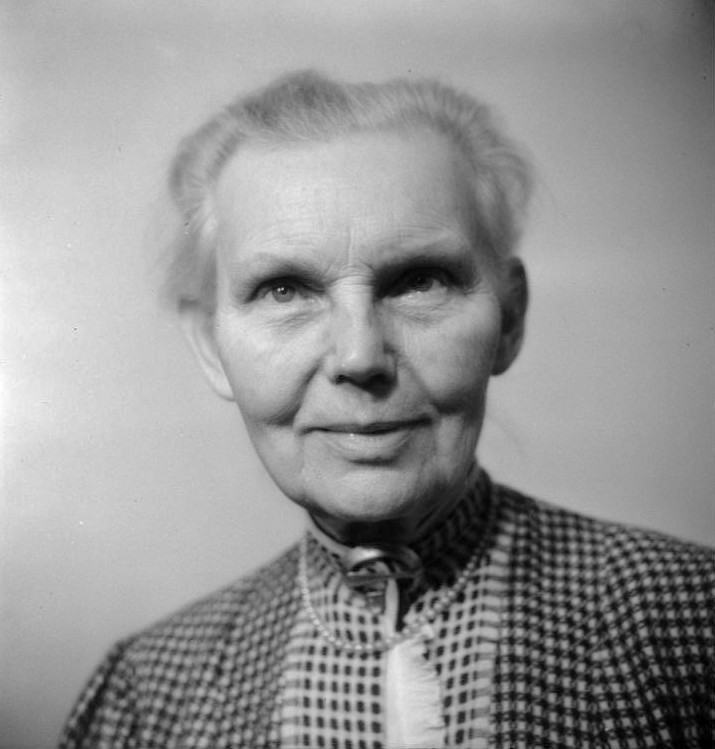
Marie-Elisabeth Lüders, 1949

Marie-Elisabeth Lüders (* 25. Juni 1878 in Berlin; † 23. März 1966 in West-Berlin) war eine deutsche Politikerin (DDP, FDP) und Frauenrechtlerin. Insbesondere in jüngeren Jahren war sie auch unter dem Namen Lisbeth Lüders bekannt. Das Marie-Elisabeth-Lüders-Haus des Deutschen Bundestags und die Marie-Elisabeth-Lüders-Oberschule in Berlin-Schöneberg sind nach ihr benannt.

## Leben und Beruf
Marie-Elisabeth Lüders kam als Tochter von Friederike Lüders und ihres Ehemanns Carl Christian Lüders (1834–1924), eines hohen preußischen Regierungsbeamten und Nachfahren des Agrarreformers Philipp Ernst Lüders, zur Welt. Sie hatte fünf Geschwister. Nach dem Besuch einer Töchterschule in Charlottenburg machte sie zunächst eine private Gesangsausbildung und besuchte einen Kurs in Amateurfotografie. Als die Familie einer Berufsausbildung zustimmte, durchlief sie 1897/98 einen der ersten „Maidenjahrgänge“ der Reifensteiner wirtschaftlichen Frauenschulen im hessischen Nieder-Ofleiden. Nach einer pädagogischen Weiterbildung unterrichtete sie zunächst an einem Mädchenpensionat, hatte jedoch wenig Freude am Lehrerinnenberuf.
Um 1900 war Lüders in Kontakt mit der Frauenbewegung gekommen. Sie engagierte sich fortan hauptsächlich in der Frauen-Sozialarbeit, unter anderem im von Margarete Friedenthal geleiteten Zentralverein zur Förderung von Arbeiterinnen-Interessen. Von 1901 bis 1906 arbeitete sie in der Berliner Zentrale für private Fürsorge, die von Jeanette Schwerin geleitet wurde. Auf der Generalversammlung des Bundes Deutscher Frauenvereine im Oktober 1908 in Breslau sprach sie sich gegen paternalistische Arbeitsverhältnisse und für bessere Entlohnung von Dienstmädchen aus und unterstützte die Gründung von Dienstbotenvereinen auf gewerkschaftlicher Basis. Ferner war sie unter anderem bis in die 1920er Jahre Mitglied des von Anna Pappritz geleiteten Berliner Zweigvereins der Internationalen Abolitionistischen Föderation, der sich für die Bekämpfung der staatlich reglementierten Prostitution und der damit verbundenen polizeilichen und rechtlichen Ausnahmebestimmungen zu Lasten von Frauen einsetzte.
Nach der Öffnung der höheren Bildung für Frauen in Preußen war Marie-Elisabeth Lüders ab 1909 eine der ersten weiblichen Studierenden der Staatswissenschaften an der Friedrich-Wilhelms-Universität zu Berlin. Bereits 1912 promovierte sie über die Aus- und Fortbildung von Frauen in gewerblichen Berufen, da ihr vorherige Ausbildungsleistungen anerkannt wurden. Sie war damit die erste Frau, die an einer deutschen Universität die Doktorwürde Dr. rer. pol. erlangte. Anschließend übernahm sie verschiedene Positionen in der Sozialverwaltung und in der sozialen Selbsthilfe, unter anderen als Wohnungspflegerin. Beeinflusst wurde sie auch durch Begegnungen mit Helene Lange. 1916 wurde sie zur Leiterin der Frauenarbeitszentrale im Kriegsamt berufen.

## Gesellschaftliches Engagement

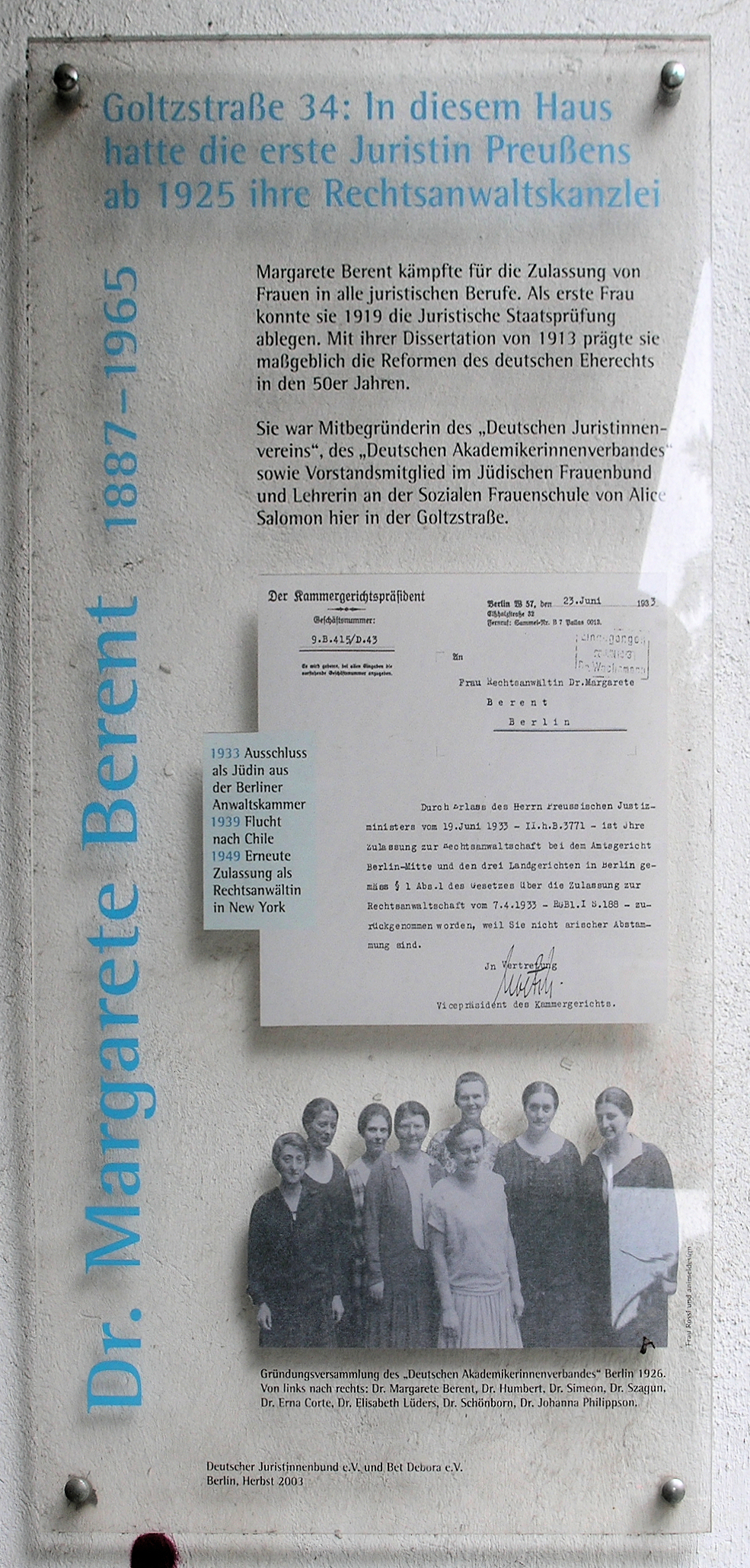
Gedenktafel am Haus Goltzstraße 34 in Berlin-Schöneberg

In den 1920er Jahren wirkte sie aktiv mit den ersten deutschen Juristinnen, wie zum Beispiel Marie Munk, Margarete Berent und Margarete Meseritz-Edelheim, in den Rechtskommissionen des Bundes deutscher Frauenvereine zu den Weimarer Reformen zum Ehegüterrecht mit. Ihre Rede im Reichstag zur Zulassung der Frauen zu den juristischen Staatsexamina und zu den juristischen Berufen, abgedruckt unter dem Titel Die Rechtspflege und die Frauen, ebnete den Weg für einen Reichstagsbeschluss zur Änderung des Gerichtsverfassungsgesetzes (GVG) im Jahr 1922. Frauen konnten danach erstmals in Deutschland Richterin, Anwältin, Verwaltungsjuristin oder Staatsanwältin werden.
Ebenfalls in den 1920er Jahren gehörte Lüders als einzige Frau dem Normenausschuss beim Verein Deutscher Ingenieure (VDI) an. 1926 gründete sie mit Agnes von Zahn-Harnack und Margarete von Wrangell den Deutschen Akademikerinnenbund, dessen Vorsitzende sie von 1930 an war.
Ab März 1928 war sie Ko-Herausgeberin der linksliberalen, DDP-nahen Wochenschrift Deutsche Einheit, für die sie in den Jahren zuvor häufig Beiträge geschrieben hatte. Die Zeitschrift wurde jedoch im Oktober 1928 eingestellt.
1933 wurden die Frauenorganisationen, in denen Marie-Elisabeth Lüders Mitglied oder Vorsitzende war (Deutscher Akademikerinnenbund, Verband für Nationalökonominnen Deutschlands u. a.) aufgelöst und ihr die Tätigkeit als Vorstandsmitglied in internationalen Frauenorganisationen untersagt. Etwa zeitgleich fand die erste Durchsuchung ihrer privaten Arbeitsräume statt. 1934 wurde sie aus der Reichsschrifttumskammer ausgeschlossen und ihr damit jegliche eigenständige Veröffentlichung untersagt. Freunde legten ihr nahe, ins Exil zu gehen, was sie jedoch ablehnte.
Eine Veröffentlichung, die Marie-Elisabeth Lüders dennoch genehmigt wurde, war ihre 1936 erschienene Monografie Das unbekannte Heer. Frauen kämpfen für Deutschland 1914–1918. Dabei handelt es sich um einen Überblick über Frauenarbeit im Ersten Weltkrieg, der den Schwerpunkt auf die Leistungsfähigkeit von Frauen in verschiedenen, auch traditionell männlich geprägten Berufen legt. Das Buch trägt ein Geleitwort des Reichskriegsministers Werner von Blomberg. Über die genauen Umstände der Entstehung des Buches und des Geleitworts ist nichts bekannt. Im Vorfeld hatte Reichsfrauenführerin Gertrud Scholtz-Klink von Lüders verlangt, „ihr mein gesamtes Material über die Frauenarbeit im Kriege zur Verfügung zu stellen“, was Lüders jedoch verweigerte. Möglicherweise wollte sie mit einer eigenen Veröffentlichung der Vereinnahmung ihrer Arbeit durch die Nationalsozialisten und möglichen Falschdarstellungen zuvorkommen: Die soziale Arbeit von Frauen im Ersten Weltkrieg war zu einem großen Teil nichtparteilich organisiert gewesen; liberale Frauen hatten nicht nur mit konservativen Frauen, sondern punktuell auch mit Sozialdemokratinnen und Sozialistinnen zusammengearbeitet. Auffällig ist in dem Zusammenhang außerdem, dass zwischen der Fertigstellung des Vorworts im November 1935 und dem Erscheinen des Buchs Ende 1936 offenbar mehr als ein Jahr verging. Wie viel Einfluss in diesem Zeitraum auf das Manuskript genommen wurde und von wem, lässt sich nach derzeitigem Forschungsstand nicht sagen.
Lüders gehörte neben Anna Pappritz und Dorothee von Velsen zu den Frauenrechtlerinnen, die ihre Mitstreiterin und ehemalige DDP-Fraktionskollegin Gertrud Bäumer dafür kritisierte, die von Helene Lange gegründete frauenpolitische Zeitschrift Die Frau auch nach 1933 weiter herauszugeben. Lüders, Pappritz und Velsen hielten die inhaltlichen Zugeständnisse, die Bäumer an die nationalsozialistische Pressezensur machte, für zu groß und die weitere Herausgabe der Zeitschrift damit für kontraproduktiv.
Im Juni 1937 wurde Marie-Elisabeth Lüders unter dem Vorwurf der „Heimtücke“ von der Geheimen Staatspolizei festgenommen und mehrere Monate im Untersuchungsgefängnis Moabit inhaftiert, was internationale Proteste auslöste. Nach ihrer Freilassung im Oktober 1937 arbeitete sie vorübergehend für die Quäker in Berlin, um Juden zu helfen, und nahm zeitweise einige bei sich zuhause auf. Haft und Verfolgung führten zu psychischen Problemen, so dass sie sich vorübergehend in die Klinik von Viktor Emil von Gebsattel begab. Während des Kriegs verdiente sie sich ihren Lebensunterhalt durch Sozialarbeit, nach Verlust der Wohnung durch einen Bombenangriff dann mit Landarbeit, Privatunterricht und bis Dezember 1943 am Institut für Meereskunde von Prof. Wolfgang Schumacher. Hans-Hasso von Veltheim, zu dessen regelmäßigen Tagungsgästen sie schon seit Ende der 1920er Jahre gehört hatte, unterstützte sie finanziell und moralisch. Bei ihm lagerte sie auch ihre geretteten Möbel ein.

## Politik

### Vor 1933
1918 war Lüders Gründungsmitglied der linksliberalen Deutschen Demokratischen Partei (DDP), deren Vorstand sie auf Reichsebene angehörte.
Im Herbst 1919 rückte sie für den im August verstorbenen Friedrich Naumann als Abgeordnete der DDP in den Reichstag nach, dem sie von 1919 bis 1921 und von 1924 bis 1930 angehörte. Sie setzte sich dort insbesondere für sozial-, gesundheits- und wohnungspolitische Belange ein, oft in Zusammenarbeit mit ihrer sozialdemokratischen Kollegin Louise Schroeder. 1930 kandidierte Lüders nicht erneut für den Reichstag. Grund dafür war vermutlich ihre scharfe Kritik am Zusammenschluss der DDP mit dem Jungdeutschen Orden zur Deutschen Staatspartei (DStP), worauf ihr in der Folge kein aussichtsreicher Listenplatz mehr angeboten worden war. Bis 1933 schrieb sie noch Zeitungsartikel und hielt Vorträge, die sich unter anderem kritisch mit dem Nationalsozialismus auseinandersetzten.

### Nach 1945
Mit der Groß-Berliner Wahl von 1948 wurde Lüders für die Liberal-Demokratische Partei (LDP) in die Berliner Stadtverordnetenversammlung gewählt, welche zu diesem Zeitpunkt im sowjetischen Sektor nicht mehr anerkannt wurde. Die LDP der Westsektoren wurde Anfang 1949 zum FDP-Landesverband Berlin. 1949 beteiligte sie sich an der Wiedergründung des Akademikerinnenbundes. 1949 bis 1951 bekleidete sie das Amt einer Stadträtin für Sozialwesen in West-Berlin. Von 1949 bis 1955 gehörte Lüders als erste Frau überhaupt dem Hauptdeputationsausschuss des Deutschen Juristentags an. Lüders war außerdem Mitglied des Deutschen Juristinnenbunds. Von 1950 bis zu ihrem Tod war sie Mitglied im FDP-Bundesvorstand, ab 1957 als Ehrenpräsidentin.
Von 1953 bis 1961 gehörte Lüders dem Deutschen Bundestag an. Sowohl 1953 als auch 1957 fungierte sie, obwohl nur zweitälteste Abgeordnete, als Alterspräsidentin des Parlaments, da Bundeskanzler Konrad Adenauer auf dieses Privileg verzichtete. Im Bundestag sorgte sie für eine gesetzliche Regelung, die die Rechtsstellung deutscher Frauen sichert, die mit Ausländern verheiratet sind (sog. „Lex Lüders“).
Lüders nahm an der Wahl des deutschen Bundespräsidenten 1954 zwar nicht als Kandidatin teil, aber sie erhielt dennoch eine Stimme und war damit die erste Frau, die hier passiv in Erscheinung trat.

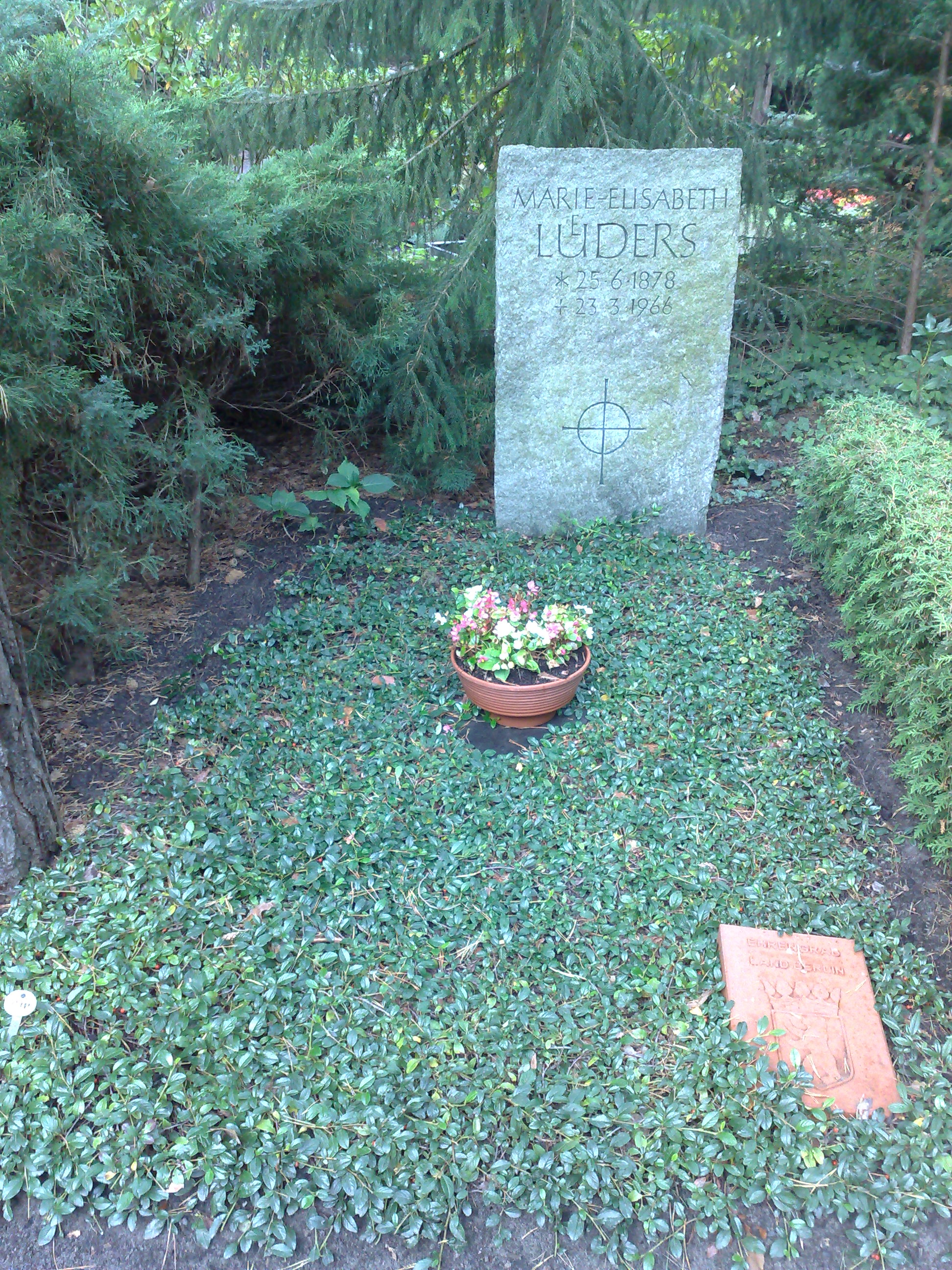
Lüders’ Grab in Berlin-Dahlem

## Familie und Tod
Während ihrer Zeit als Abgeordnete gebar Lüders einen Sohn. Der Vater des Kindes – Gerüchten zufolge ebenfalls ein prominenter Politiker – erkannte die Vaterschaft nicht an; Lüders erzog ihren Sohn allein. Marie-Elisabeth Lüders starb im Alter von 87 Jahren in West-Berlin und wurde auf dem Waldfriedhof in Berlin-Dahlem in einem Ehrengrab der Stadt Berlin bestattet.
Unterlagen zu Lüders’ politischer Tätigkeit liegen im Archiv des Liberalismus der Friedrich-Naumann-Stiftung für die Freiheit in Gummersbach; weitere Teile ihres Nachlasses befinden sich im Bundesarchiv in Koblenz.

## Ehrungen

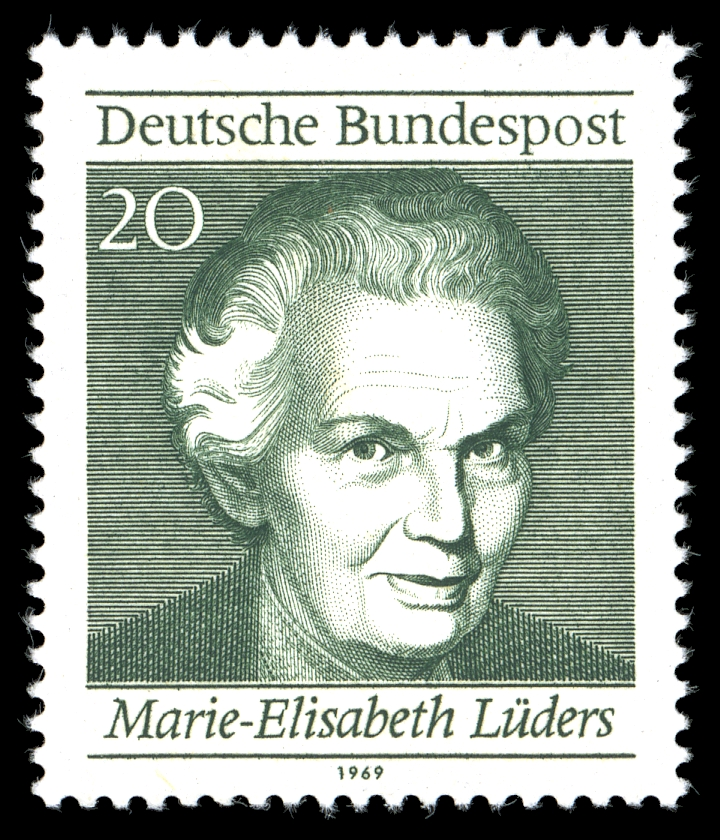
Briefmarke 1969 aus dem Block 50 Jahre Frauenwahlrecht in Deutschland

1952 zeichnete Bundespräsident Theodor Heuss Lüders mit dem Großen Verdienstkreuz der Bundesrepublik Deutschland aus. Am 25. Juni 1958 wurde ihr die Ehrenbürgerwürde Berlins verliehen. Nach ihr sind das Marie-Elisabeth-Lüders-Haus des Deutschen Bundestags sowie eine Straße und die Marie-Elisabeth-Lüders-Oberschule in Berlin-Schöneberg benannt. Lüders wurde 1969 und 1997 auf deutschen Briefmarken abgebildet.
Seit 2009 verleiht der Deutsche Juristinnenbund den Marie-Elisabeth-Lüders-Wissenschaftspreis für rechts- oder wirtschaftswissenschaftliche Arbeiten zum Bereich Recht und Geschlecht und dem Thema Gleichstellung von Frau und Mann.
2013 wurde in Bonn-Röttgen eine Straße nach Lüders benannt.

## Veröffentlichungen
- Berufs- und Lebenskunde für Arbeiterinnen. Mit Richard Wernicke. Verlag Ferd. Ashelm, Berlin 1915, DNB 361176252.
- Die Entwicklung der gewerblichen Frauenarbeit im Kriege. Duncker & Humblot, Berlin 1920, DNB 573858144.
- Baukörper ohne Wohnungen. In: Die Form, Jg. 2, 1927, S. 316–319 (Digitalisat).
- Das unbekannte Heer. Frauen kämpfen für Deutschland 1914–1918. Mit einem Geleitwort von Werner von Blomberg. E. S. Mittler & Sohn, Berlin 1936, DNB 574923233.
- Volksdienst der Frau. Hans Bott Verlag, Berlin 1937, DNB 57492325X.
- Als Abgeordnete in Bonn. In: Politische Studien. Jg. 1963, Heft 152, S. 692–701.
- Fürchte Dich nicht. Persönliches und Politisches aus mehr als 80 Jahren. 1878–1962. Westdeutscher Verlag, Köln/Opladen 1963, DNB 453100082.